# 501-й парашутно-десантний полк (США)
501-й парашу́тно-деса́нтний полк армії США (англ. 501st Parachute Infantry Regiment (PIR) — військова частина повітряно-десантних військ США. Перший парашутно-десантний полк армії США, сформований у період Другої світової війни. На даний час[коли?] входить до складу 25-ї піхотної дивізії, як 4-та повітряно-десантна бригада.
Пункт постійної дислокації — Форт Річардсон, Аляска.